# Katholische Enzyklopädie (Moskau)

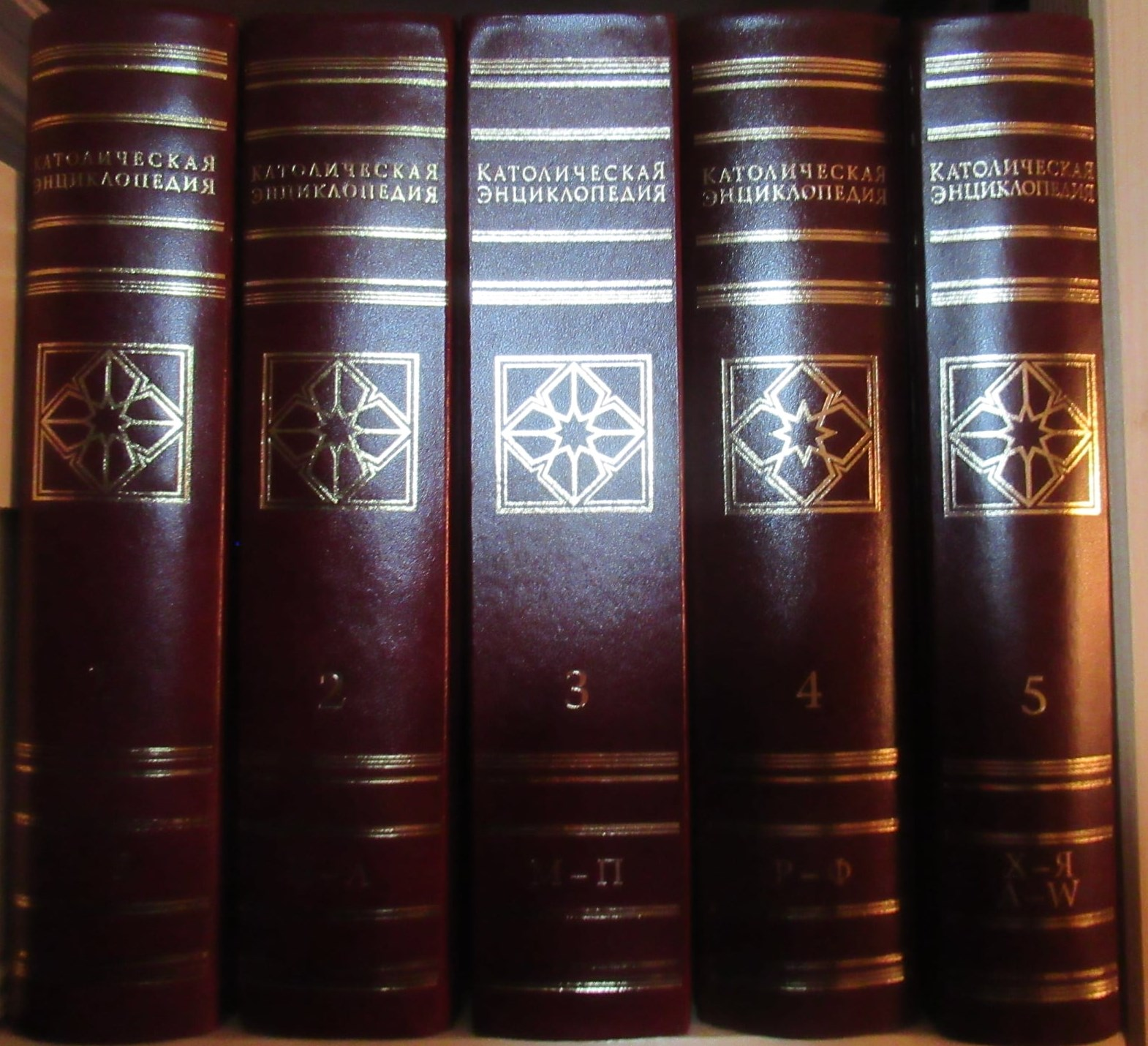
5 Bände der Katholischen Enzyklopädie (Moskau)

Die Katholische Enzyklopädie  (russisch Католическая энциклопедия/Katolitscheskaja Enziklopedija) ist eine russischsprachige römisch-katholische Enzyklopädie, deren Schwerpunkt Geschichte und Gegenwart der Katholischen Kirche in Russland bzw. der Sowjetunion und ihren Nachfolgestaaten ist.

## Geschichte
Nachdem am 24. September 1996 ein Redaktionsrat gebildet worden war, erschien sieben Jahre später 2002 in Moskau der erste Band der ersten russischsprachigen römisch-katholischen Enzyklopädie. Bis 2013 erschienen fünf Bände mit insgesamt über 5500 Artikeln, die durch ungefähr 3000 Abbildungen illustriert wurden.
Die Initiative zur Erstellung der Enzyklopädie ging aus vom römisch-katholischen Erzbischof von Minsk-Mahiljou Tadeusz Kondrusiewicz. An dem Projekt, das sich auch an die polnische seit 1973 erscheinende 20-bändige polnische Katholische Enzyklopädie (Lublin) und das ab 1993 in dritter Auflage erscheinende 11-bändige Lexikon für Theologie und Kirche anlehnte, wirkten außer mehreren Kardinälen und wichtigen Hierarchen sowie dem Direktor der Staatlichen Öffentlichen Historischen Bibliothek Russlands Michail D. Afanasiew mehrere hundert Spezialisten aus aller Welt mit. Herausgeber der Enzyklopädie ist der Franziskanerorden.
Das Lexikon ist mittlerweile auch online einzusehen.